# Métro léger de Bochum
Le métro léger (ou stadtbahn) de Bochum est un réseau de métros légers et de tramways qui dessert principalement le centre-ville de Bochum, et permet également de joindre des villes comme Gelsenkirchen ou Herne.

## Réseau actuel

### Aperçu général
Le réseau est composé de 7 lignes :
- Une ligne de métro léger :
  - U35 : Bochum-Querenburg Hustadt – Ruhr-Universität – Bochum Hbf – Riemke – Herne Bf – Schloss Strünkede
- Six lignes de tramway :
  - 301 : Gelsenkirchen Hbf – Bismarck – Buer – Horst
  - 302 : Gelsenkirchen-Buer Rathaus – Gelsenkirchen Hbf – Bochum Hbf – Langendreer Bf
  - 305 : Bochum-Höntrop Kirche – Bochum Hbf – Langendreer Bf
  - 306 : Bochum Hbf – Hamme – Wanne-Eickel Hbf
  - 308 : Bochum-Gerthe Schürbankstraße – Bochum Hbf – Weitmar – Linden – Hattingen Mitte
  - 309 : Bochum-Langendreer Bf – Witten Rathaus – Heven Dorf
  - 310 : Bochum-Höntrop Kirche – Bochum Hbf – Witten Rathaus – Heven Dorf
  - 316 : Bochum-Gerthe Heinrichstraße – Bochum Hbf – Hamme – Herne Wanne-Eickel Hbf
  - 318 : Bochum-Gerthe Schürbankstraße – Bochum Hbf – Weitmar – Linden – Dahlhausen Bf

### Matériel roulant
Le réseau tramway est exploité avec 42 rames NFD6Ds construites par Düwag-Siemens, livrées entre 1992 et 1994. De 2008 à 2011, le réseau a réceptionné 30 Stadler Variotram bidirectionnelles de 29 m de long pour 2,3 de large. 15 rames supplémentaires ont été livrées de 2013 à 2015.
En août 2015, le réseau commande 42 rames supplémentaires au constructeur Suisse pour remplacer les rames NFD6Ds.
La ligne U35 utilise quant à elle des rames type-B, qui vont être modernisées à partir de 2015.